# روسپی درباری

مادام پمپادور اثر موریس کانتن دو لا تور از آثار موجود در موزه لوور، یکی از فاحشه‌های قراردادی یا معشوقهٔ سلطنتی لوئی پانزدهم پادشاه فرانسه

روسپی درباری یا فاحشه قراردادی (انگلیسی: Courtesan) واژه‌ای است که بیشتر اوقات برای زنان قدرتمند و نزدیک به خانواده یا دربار سلطنتی مورد استفاده قرار گرفته‌است. اعضای برجستهٔ خانوادهٔ سلطنتی برای روابط عاشقانهٔ خصوصی و خارج از چهارچوب ازدواج به فاحشه‌های قراردادی مراجعه می‌کردند و معمولاً عناوین رسمی همچون معشوقهٔ سلطنتی برای آنها ایجاد می‌نمودند تا بتوانند راهی برای دور زدن ازدواج مذهبی و شرعی داشته باشند. اصل این عنوان از واژه کورتیه اقتباس گردیده و منتسب به اشخاصی است (اعم از زن و مرد) که رابطهٔ بسیار نزدیک و خصوصی با پادشاهان یا افراد برجسته دارند و اغلب اوقات به واسطهٔ همین رابطه، دارای نفوذ و قدرت بسیاری هستند.

## نگارخانه

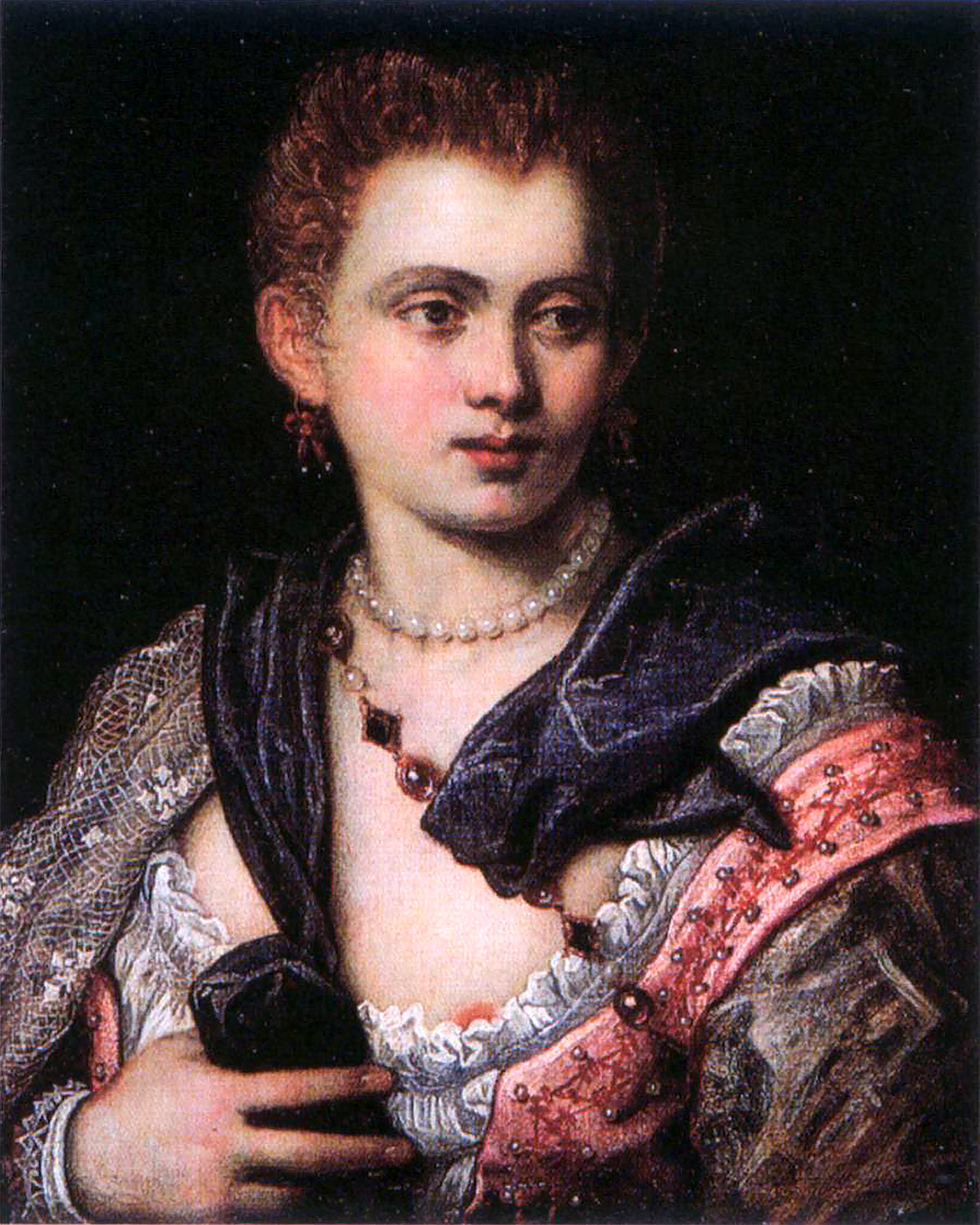
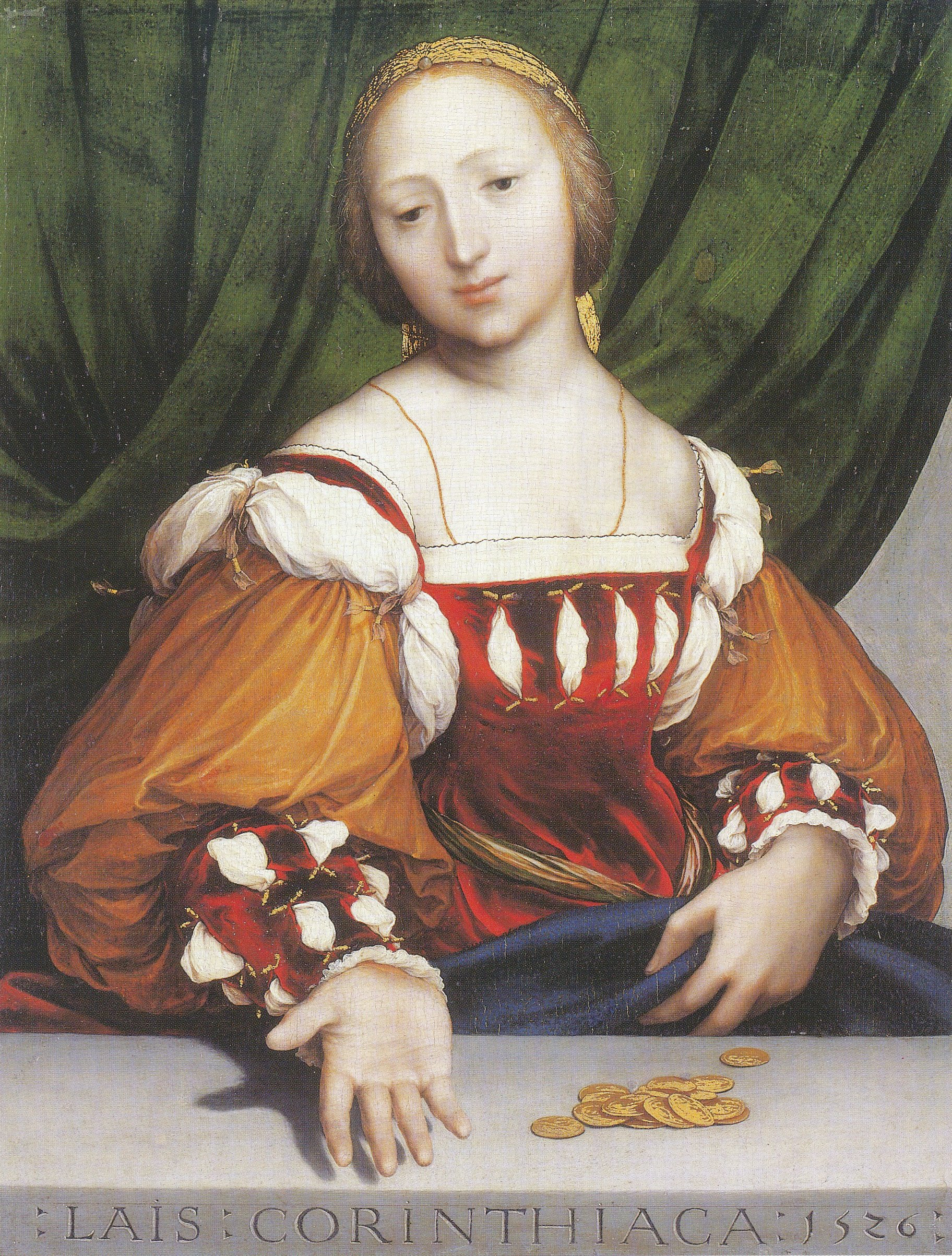